# Provincia de Jambi
Jambi (indonesio: Jambi) es una de provincias indonesias ubicadas dentro de Sumatra. La provincia es en gran parte plana en la parte oriental de la isla, esta se caracteriza por un terreno pantanoso y grandes ríos, incluido el Hari.
La ciudad capital es la ciudad de Jambi (con 427.000 habitantes) está situada a unos 60 km por encima de la desembocadura de este río. En el oeste, en la provincia por encima de las montañas.

## Economía
Los productos de mayor importancia económica de esta provincia de Indonesia, además de la producción de petróleo, son la producción de caucho y aceite de palma.

## Territorio y población
Esta provincia tiene una población de 2.742.196 personas y una extensión de 53.435,72 kilómetros cuadrados. La densidad poblacional es de 51,3 habitantes por kilómetro cuadrado.

## Divisiones administrativas
La provincia de Jambi está dividida en nueve Kabupaten y dos Kota:
- Batang Hari
- Bungo
- Jambi (ciudad)
- Kerinci
- Merangin
- Muaro Jambi
- Sarolangun
- Tanjung Jabung Timur
- Tanjung Jabung Barat
- Tebo
- Sungai Penuh (kota)